# جاكي روبرتس
جاكي روبرتس (بالإنجليزية: Jackie Roberts)‏ (30 يونيو 1918 في المملكة المتحدة - 2001) هو لاعب كرة قدم بريطاني (وحمل سابقاً جنسية المملكة المتحدة لبريطانيا العظمى وأيرلندا) في مركز الدفاع. شارك مع منتخب ويلز لكرة القدم. أما مع النوادي، فقد لعب مع بولتون واندررز وسوانزي سيتي ونادي سانت إيلي تاون.